# Fantasy Air Allegro
Fantasy Air Allegro je dvosedežno visokokrilno ultralahko letalo, ki ga je zasnovalo in proizvaja češko podjetje Fantasy Air, v ZDA pa ga proizvaja podjetje Allegro LSA.Allegro ima aluminijasto krilo, ki ga podpira palica. Konci kril so grajeni iz fiberglasa. Pristajalno podvozje tipa tricikel je fiksno. Standardna kapaciteta goriva je 55 litrov, je pa možna tudi 95-litrka verzija za večji dolet.
Na voljo je več opcij motorjev:
- 100-konjski štiritaktni Rotax 912ULS
- 80-konjski štiritaktni Rotax 912
- 64-konjski dvotaktni Rotax 582

Letalo se lahko uporablja za vleko jadralnih letal do teže 500 kg. 

## Specifikacije Allegro 2007)
Podatki iz XAir Australia
Splošne značilnosti
- Posadka: 1 pilot
- Število sedežev: 1 potnik
- Dolžina: 6,10 m (20 ft 0 in)
- Razpon kril: 10,80 m (35 ft 5 in)
- Višina: 2,10 m (6 ft 11 in)
- Površina kril: 11,4 m2 (123 sq ft)
- Vitkost: 9,5:1
- Aeroprofil: SM 701
- Teža praznega letala: 275 kg (606 lb)
- Bruto teža: 599 kg (1.321 lb)
- Kapaciteta goriva: 63 litrov (standard), 103 litrov (dodatni rezervoarji)
- Pogon letala: 1 × Rotax 912UL 4-valjni 4-taktni protibatni motor, 60 kW (80 hp)
- Propelerji: št. lopatic: 3 Woodcomp

Zmogljivost
- Potovalna hitrost: 176 km/h; 109 mph (95 kn)
- Hitrost pri porušitvi vzgona: 65 km/h; 40 mph (35 kn)
- Neprekoračljiva hitrost: 219 km/h; 136 mph (118 kn)
- Doseg: 1.296 km; 806 mi (700 nmi)
- Višina leta: 4.500 m (14.764 ft)
- Hitrost vzpenjanja: 5,00 m/s (985 ft/min)